# Santa Cruz de Paniagua (kommun)
Santa Cruz de Paniagua är en kommun i Spanien.   Den ligger i provinsen Provincia de Cáceres och regionen Extremadura, i den centrala delen av landet, 220 km väster om huvudstaden Madrid. Antalet invånare är 291.